# Isla Chaffers (Argentina)
La isla Chaffers es una isla marítima ubicada en la boca de entrada de la ría Deseado, en el Departamento Deseado, de la provincia de Santa Cruz, Patagonia Argentina. Se halla en la margen sur de la ría, en la margen opuesta a la ciudad de Puerto Deseado, a aproximadamente un kilómetro en línea recta.

## Toponimia
El nombre de la isla proviene del oficial Edward Main Chaffers, miembro de la tripulación del barco H.M.S. Beagle quien viajaba con el Capitán Robert Fitz Roy en su viaje entre los años 1831 y 1833. 

## Geomorfología
Se trata en realidad de una isla que durante la más baja marea queda unida al continente, más específicamente a la denominada playa Zizich y Puerto Jenkins, por lo que constituye un tómbolo. El origen de esta geoforma es posterior al máximo transgresivo del Holoceno medio.  El acceso a la misma se puede realizar caminando desde estos lugares atravesando una estrecha franja arenosa o por lancha. La isla tiene una dimensiones aproximadas de 1.150 metros de largo en sentido este-oeste y un ancho máximo de 300 metros en sentido norte sur. No presenta características geomorfológicas notables, estando constituida por afloramientos rocosos en su parte central, y una importante cubierta  medanosa, parcialmente vegetada por zampa (Atriplex lampa) y molle (Schinus sp.)

## Fauna
Esta isla es de gran importancia biológica por la gran variedad de especies que alberga, en especial una colonia de reproducción de pingüinos de Magallanes, y forma parte de la Reserva Natural Provincial Ría Deseado. Esta reserva fue creada el 30 de diciembre de 1977 mediante el decreto 1561 de la Provincia de Santa Cruz. La colonia de pingüinos de Magallanes (Spheniscus magellanicus) es la más grande de la ría Deseado.  También nidifican gaviotas cocineras (Larus dominicanus), ostreros negros (Haematopus ater), pato vapor volador (Tachyeres patachonicus), y gaviotín Sudamericano (Sterna hirundinacea).